# Amonostherium arabicum
Amonostherium arabicum är en insektsart som beskrevs av Ezzat 1960. Amonostherium arabicum ingår i släktet Amonostherium och familjen ullsköldlöss.
Artens utbredningsområde är Egypten. Inga underarter finns listade i Catalogue of Life.